# Herb gminy Choczewo
Herb gminy Choczewo – symbol gminy Choczewo, ustanowiony 12 czerwca 1997, po uzgodnieniu z Centrum Heraldyki Polskiej.

## Wygląd
Herb przedstawia na tarczy koloru błękitnego w centralnej części herbu biało-czarno-czerwoną latarnię morską ze złotą głowicą. Rzuca ona snopy światła na obie strony herbu. Po obu stronach latarni znajdują się dwa identyczne kłosy zboża, odwrócone w przeciwne strony. Całość znajduje się na złotym wzgórzu.